# 만야라호

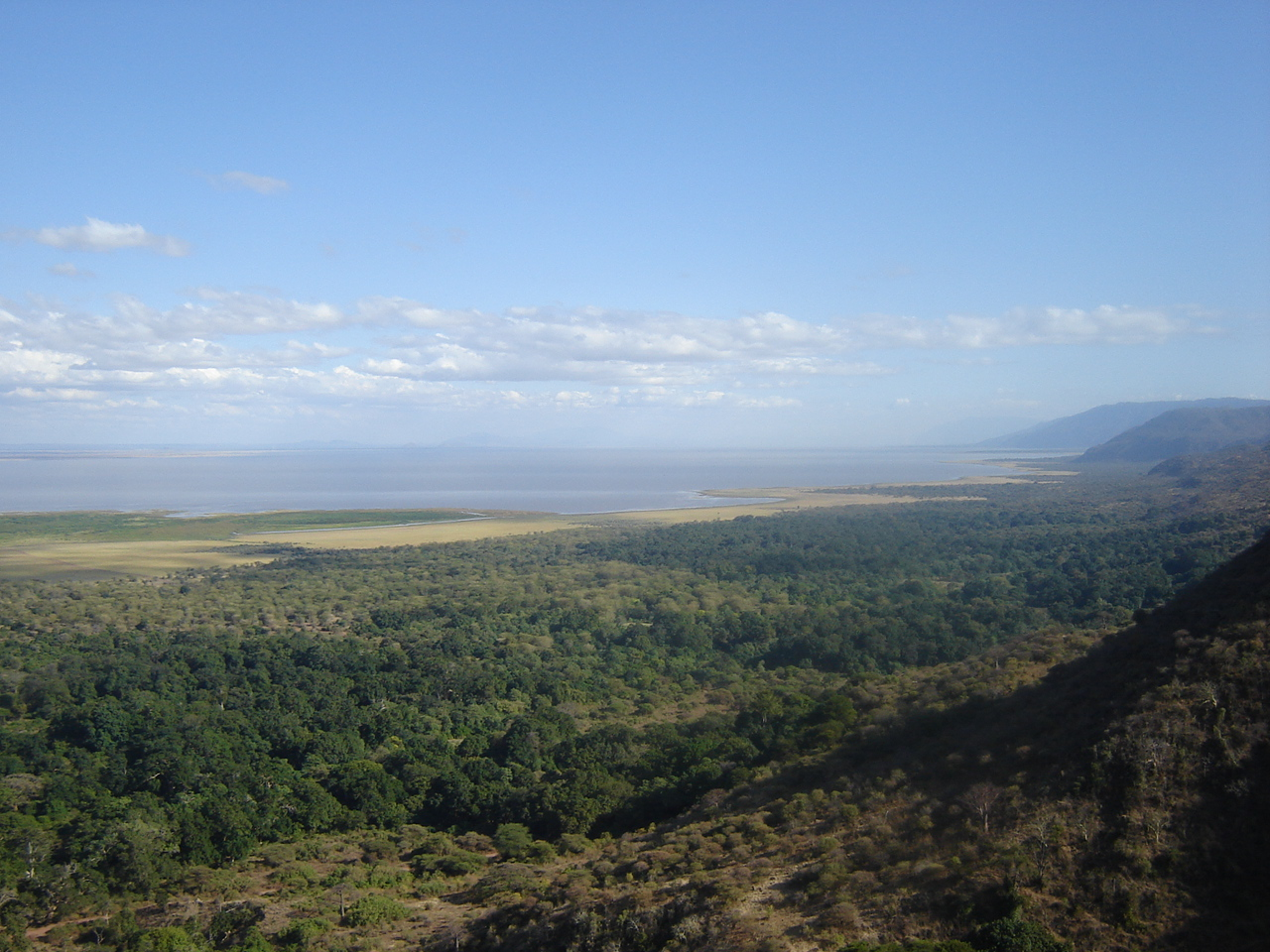

만야라호(Lake Manyara)는 탄자니아 아루샤주 지역의 몬둘리 지구에 위치한 호수로, 표면적 기준으로 탄자니아에서 7번째로 큰 호수로 면적이 470제곱킬로미터(180제곱마일)이다. 동아프리카 지구대의 나트론-만야라-발랑기다(Natron-Manyara-Balangida) 지류에 있는 얕은 알칼리성 호수이다. 호수의 북서쪽 사분면(약 200평방킬로미터)은 만야라 호수 국립공원에 포함되어 있으며 유네스코가 인간과 생물권 프로그램의 일환으로 1981년에 설립한 만야라 호수 생물권 보전지역의 일부이다.
만야라호가 어떻게 해당 이름을 얻었는지에 대한 설명은 다양하다. 만야라(Manyara)라는 이름은 가족 농가(boma) 주변의 뾰족한 보호 울타리를 뜻하는 마사이족 단어 "emanyara"에서 유래했을 수 있다. 마사이 보마(Maasai boma) 주변의 인클로저와 같이 호수에 있는 600m 높이의 단층애 단층인 것으로 추정된다. 또 다른 이론은 만야라호 지역에 사는 음부그웨(Mbugwe) 부족이 동물이 물을 마시는 여물통 또는 장소를 의미하는 음부그웨어 낱말 Manyero를 기반으로 호수에 이름을 부여했을 수 있다는 것이다.